# 1924年夏季奧林匹克運動會摔跤比賽
1924年夏季奥林匹克运动会摔跤比赛共设立13个小项，其中古典式有6个小项，自由式有7个小项。所有小项均为男子项目。古典式于1924年7月6日至7月10日举行，自由式于1924年7月11日至7月14日举行。

## 奖牌得主

### 自由式
| 项目     | 金牌                              | 银牌                            | 铜牌                          |
| 雏量级   | 库斯塔·皮赫拉亚迈基 · 芬兰（FIN） | 卡洛·梅基宁 · 芬兰（FIN）       | 布赖恩·海因斯 · 美国（USA）   |
| 次轻量级 | 罗宾·里德 · 美国（USA）           | 切斯特·牛顿 · 美国（USA）       | 内藤克俊 · 日本（JPN）        |
| 轻量级   | Russell Vis · 美国（USA）         | Volmar Wikström · 芬兰（FIN）   | 阿尔沃·哈维斯托 · 芬兰（FIN） |
| 次中量级 | Hermann Gehri · 瑞士（SUI）       | 埃诺·莱伊诺 · 芬兰（FIN）       | Otto Müller · 瑞士（SUI）     |
| 中量级   | Fritz Hagmann · 瑞士（SUI）       | Pierre Ollivier · 比利时（BEL） | 维尔霍·佩卡拉 · 芬兰（FIN）   |
| 次重量级 | 杰克·斯佩尔曼 · 美国（USA）       | 鲁道夫·斯文松 · 瑞典（SWE）     | Charles Courant · 瑞士（SUI） |
| 重量级   | 哈里·斯蒂尔 · 美国（USA）         | Henri Wernli · 瑞士（SUI）      | 阿奇·麦克唐纳 · 英国（GBR）   |

### 古典式
| 项目     | 金牌                            | 银牌                              | 铜牌                              |
| 雏量级   | Eduard Pütsep · 爱沙尼亚（EST） | Anselm Ahlfors · 芬兰（FIN）      | 韦伊内·伊科宁 · 芬兰（FIN）       |
| 次轻量级 | 卡勒·安蒂拉 · 芬兰（FIN）       | 亚历山泰里·托伊沃拉 · 芬兰（FIN） | 埃里克·马尔姆贝里 · 瑞典（SWE）   |
| 轻量级   | 奥斯卡里·弗里曼 · 芬兰（FIN）   | 凯赖斯泰什·拉约什 · 匈牙利（HUN） | 卡勒·韦斯特隆德 · 芬兰（FIN）     |
| 中量级   | 爱德华·韦斯特隆德 · 芬兰（FIN） | Arthur Lindfors · 芬兰（FIN）     | Roman Steinberg · 爱沙尼亚（EST） |
| 次重量级 | 卡尔·韦斯特格伦 · 瑞典（SWE）   | 鲁道夫·斯文松 · 瑞典（SWE）       | 翁尼·佩利宁 · 芬兰（FIN）         |
| 重量级   | 亨利·德格拉纳 · 法国（FRA）     | 埃迪尔·罗森奎斯特 · 芬兰（FIN）   | Rajmund Badó · 匈牙利（HUN）      |

## 参赛国家和地区
本赛共有来自26个国家和地区的229名运动员参加：
- （1）
- 奥地利（8）
- 比利时（17）
- 加拿大（5）
- 捷克斯洛伐克（9）
- 丹麦（11）
- 埃及（2）
- 爱沙尼亚（8）
- 芬兰（24）
- 法国（23）
- 英国（14）
- 希腊（2）
- 匈牙利（12）
- 意大利（17）
- 日本（1）
- 拉脱维亚（6）
- 卢森堡（2）
- 荷兰（8）
- 挪威（7）
- 波兰（2）
- 西班牙（4）
- 瑞典（13）
- 瑞士（12）
- 土耳其（5）
- 美国（14）
- 南斯拉夫（2）

## 奖牌榜
| 排名                      | 国家 / 地区               | 金牌 | 銀牌 | 銅牌 | 总计 |
| ------------------------- | ------------------------- | ---- | ---- | ---- | ---- |
| 1                         | 芬兰（FIN）               | 4    | 7    | 5    | 16   |
| 2                         | 美国（USA）               | 4    | 1    | 1    | 6    |
| 3                         | 瑞士（SUI）               | 2    | 1    | 2    | 5    |
| 4                         | 瑞典（SWE）               | 1    | 2    | 1    | 4    |
| 5                         | 爱沙尼亚（EST）           | 1    | 0    | 1    | 2    |
| 6                         | 法国（FRA）               | 1    | 0    | 0    | 1    |
| 7                         | 匈牙利（HUN）             | 0    | 1    | 1    | 2    |
| 8                         | 比利时（BEL）             | 0    | 1    | 0    | 1    |
| 9                         | 英国（GBR）               | 0    | 0    | 1    | 1    |
| 9                         | 日本（JPN）               | 0    | 0    | 1    | 1    |
| 总计（共10个国家 / 地区） | 总计（共10个国家 / 地区） | 13   | 13   | 13   | 39   |